# 梅尔基舍海德
梅尔基舍海德（德語：Märkische Heide）是德国勃兰登堡州的市镇，隶属于达默-施普雷瓦尔德县。总面积为210.10平方千米，截至2023年12月31日总人口为3,897人。